# Mont Carmel
|  | No s'ha de confondre amb Mount Carmel. |

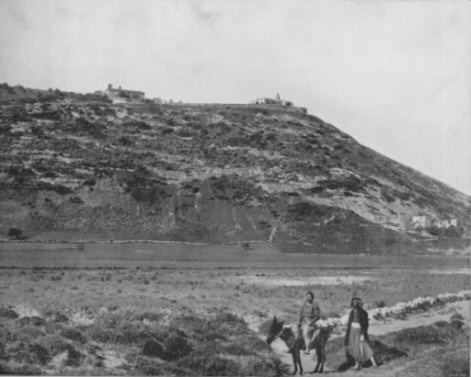
La muntanya del Carmel l'any 1894

El mont Carmel (en hebreu: כרמל) és una muntanya situada a la costa mediterrània d'Israel, de poca altura i extensió però famosa per les troballes i per l'orde religiós dels carmelites. És propera a Haifa, de la qual protegeix el port, i avui és inclosa dins la seva zona residencial.
Conté nombroses coves on s'han fet troballes paleolítiques importants especialment a Magharat al-Tabun. A la de Magharat al-Skhul s'han trobat objectes del mosterià i els esquelets anomenats del mont Carmel, barreja entre l'home de Neandertal i l'Homo sapiens.

## Època bíblica
Segons el primer llibre dels Reis de la Bíblia, antigament fou un centre d'adoració de Baal. El profeta Elies va enfrontar-s'hi als sacerdots de la fe Baal acomplint els miracles destinats a provar als israelites la inanitat de les seves creences idòlatres o sincretistes. Després de la seva victòria, els sacerdots de Baal van ser massacrats per la massa d'israelites al riu proper de Quixon. Els carmelites hi fundaren el convent dedicat a son patró Elies, on es pot veure l'estàtua restaurada del Profeta; l'original fou rompuda per Fawzi al-Qawuqji, el cap de l'Exèrcit Àrab d'Alliberació, que lluità contra els jueus a la guerra d'Independència del 1948.
Al segle iv aC, fou un centre de culte a Zeus. Iàmblic, a la seva vida de Pitàgores, explica que el filòsof hi va estar un temps en solitud fins que un vaixell el portà a Egipte. Vespasià va consultar l'oracle de la muntanya (Oraculum Carmeli Dei), que va ser interpretat per Basilides.

## Orde carmelita
Al segle v es va establir un temple o convent cristià a la part nord-oest, al lloc on van estar suposadament Elies i Eliseu. Al segle xii, Sant Berthold (mort el 1195) va fundar aquí un orde religiós de l'Església catòlica romana, l'Orde del Carmel (o carmelita). Sant Berthold, probablement un pelegrí o un croat, es posà a viure amb un grup d'acòlits en una ermita a Terra Santa sobre el Mont Carmel, com ho havia fet abans d'ells el profeta Elies. Aquest ordre fou organitzat cap al 1209 per Sant Albert Avogadro, patriarca llatí de Jerusalem que li donà vot de pobresa, solitud i règim vegetarià. Aquest ordre és un dels més importants ordres catòlics. El Mont Carmel constitueix, per tant, lloc sant i de veneració de la Mare de Déu del Carme.
Convé tenir en compte que hi ha dos convents importants dels carmelites: un prop de la punta nord-oest de la muntanya, anomenat Stel·la Maris, prop de la Cova del Profeta Elies, i l'altre just a l'altre costat de la muntanya, a la part sud-est, prop de la ciutat d'Ioqn'am, anomenat Kéren ha-Carmel קרן הכרמל en hebreu o Al-Muhraka المحركه en àrab.

## Centre mundial Bahà'í

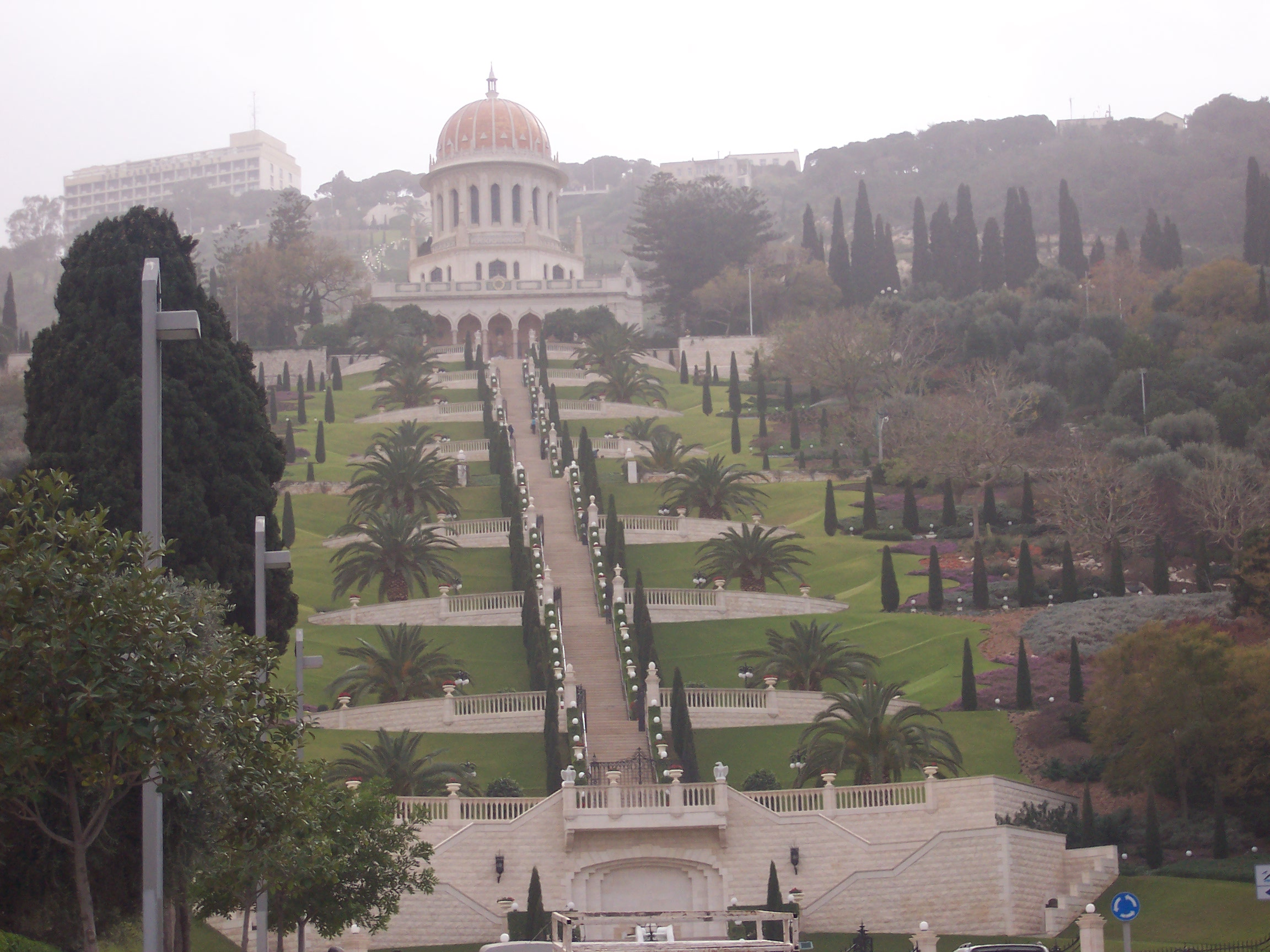
El Santuari del Bàb i les nou terrasses inferiors, 2006. Haifa, Israel

A la dècada de 1950 s'hi acabà l'edificació del Santuari del Bàb que es troba en el punt exacte on Bahà'u'llàh digué que s'havia de construir. L'any 2001 s'hi inauguraren les Terrasses Bahà'ís, que recorren tota la muntanya des de molt per sobre del Santuari del Bàb fins a una de les avingudes més cèntriques de la ciutat de Haifa, l'avinguda Ben Gurión.
A més d'un dels llocs més sagrat pels bahà'ís, també és el seu centre administratiu. Allà hi ha la seu de la Casa Universal de Justícia (òrgan de govern internacional de la comunitat bahà'í) i altres edificis de diferents institucions bahà'ís que, junts, conformen l'Arc. És un lloc de pelegrinatge pels bahà'ís.